# Charles Giordano

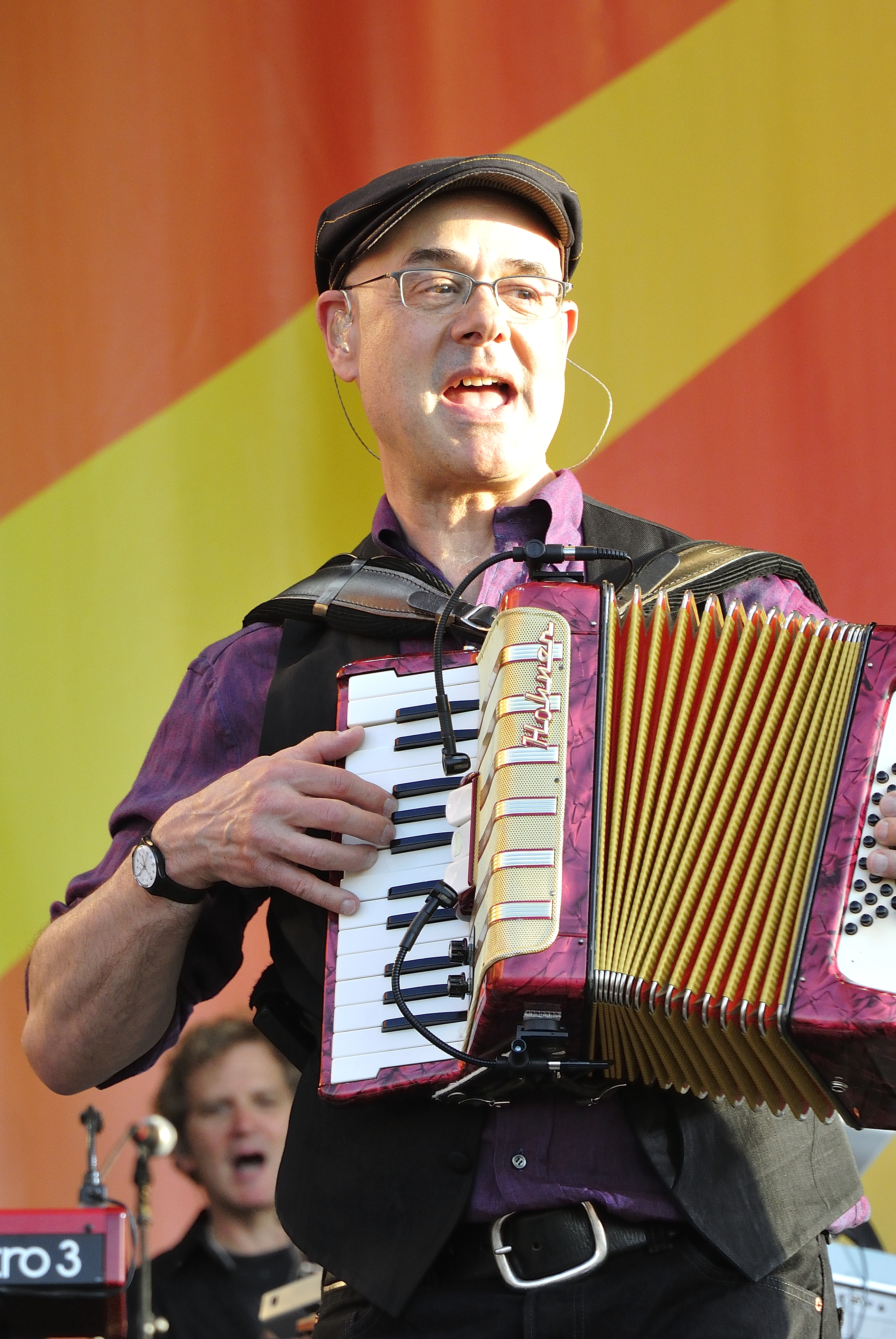
Charles Giordano på the New Orleans Jazz & Heritage Festival 2012

Charles Giordano, född 1954 i Brooklyn, New York är en amerikansk keyboardmusiker och dragspelare. Giordano är känd främst som den nyaste medlemmen i Bruce Springsteens E Street Band. Han spelar keyboard och orgel och ersatte Danny Federici som avled 2008. Han är också känd för att spela keyboard med Pat Benatar på 1980-talet, för att spela keyboard och dragspel med Springsteens Sessions Band på 2006 album We Shall Overcome: The Seeger Sessions och efterföljande Sessions Band Tour.